# Mactracker
Mactracker è un'applicazione gratuita creata da Ian Page contenente un database completo di tutti i prodotti Apple.
Essa include tutti i Macintosh, tutte le versioni di Mac OS, fotocamere, iPod, iPhone, AirPort, stampanti, scanner, startup chimes, death chimes e Cloni Macintosh.
Le fonti storiche e i testi usati da Mactracker sono di Lucas Foljanty, Glen. D Sanford e Wikipedia. WidgetWidget e The Iconfactory hanno fornito alcune icone dei prodotti.
Sono state realizzate quattro versioni di questo software: Mactracker per macOS, Mactracker per iOS, Mactracker per Windows e Mactracker per iPod. Le versioni di Macktracker per Windows e per iPod con ghiera cliccabile non sono più sviluppate.
Il 6 dicembre 2007 è stata distribuita una versione mobile di Mactracker per l'accesso attraverso Safari su iPhone e iPod touch.